# CityCards
CityCards ist eine deutschlandweite Marke für Gratispostkarten des Verbands der Gratispostkartenverlage e. V. Mit etwa 7000 Karten-Displays in 90 Städten stellt CityCards den Marktführer in diesem Segment.
Nachdem in den 1990er Jahren die Gratispostkarten in der Gastronomie aufkamen, schlossen sich 1998 bundesweit Hersteller der Karten zu dem Verband der Gratispostkartenverlage zusammen. Als gemeinsame Marke wurden die CityCards mit einheitlichem Logo und Display entwickelt.